# Bundestagswahlkreis Höxter – Gütersloh III – Lippe II
Der Bundestagswahlkreis Höxter – Gütersloh III – Lippe II (Wahlkreis 135; bis zur Bundestagswahl 2021 Wahlkreis 136) ist ein Wahlkreis in Nordrhein-Westfalen für die Wahlen zum Deutschen Bundestag. Er umfasst den Kreis Höxter, vom Kreis Gütersloh die Gemeinde Schloß Holte-Stukenbrock sowie vom Kreis Lippe die Gemeinden Augustdorf, Horn-Bad Meinberg, Lügde, Schieder-Schwalenberg und Schlangen. Der Wahlkreis wurde zur Bundestagswahl 2021 neu zugeschnitten. Neu zum Wahlkreis kam Schloß Holte-Stukenbrock aus dem Kreis Gütersloh, während Detmold an den Wahlkreis Lippe I abgegeben wurde. Gleichzeitig erfolgte eine Namensänderung, der Wahlkreis trug bis 2020 den Namen Höxter – Lippe II.

## Wahlkreisgeschichte
| Wahl      | Wahlkreisname                         | Gebiet |
| --------- | ------------------------------------- | --- |
| 1949      | 44 Warburg–Höxter–Büren               | alter Kreis Höxter, Kreis Warburg, Kreis Büren |
| 1953–1965 | 103 Warburg–Höxter–Büren              | alter Kreis Höxter, Kreis Warburg, Kreis Büren |
| 1965–1976 | 102 Höxter                            | alter Kreis Höxter, Kreis Warburg, Kreis Büren |
| 1980–1998 | 106 Höxter – Lippe II                 | Kreis Höxter, vom Kreis Lippe die Gemeinden Detmold, Augustdorf, Horn-Bad Meinberg, Lügde, Schieder-Schwalenberg und Schlangen                                                   |
| 2002–2009 | 137 Höxter – Lippe II                 | Kreis Höxter, vom Kreis Lippe die Gemeinden Detmold, Augustdorf, Horn-Bad Meinberg, Lügde, Schieder-Schwalenberg und Schlangen                                                   |
| 2013–2017 | 136 Höxter – Lippe II                 | Kreis Höxter, vom Kreis Lippe die Gemeinden Detmold, Augustdorf, Horn-Bad Meinberg, Lügde, Schieder-Schwalenberg und Schlangen                                                   |
| 2021      | 136 Höxter – Lippe II                 | Kreis Höxter, vom Kreis Gütersloh die Gemeinde Schloß Holte-Stukenbrock, vom Kreis Lippe die Gemeinden Augustdorf, Horn-Bad Meinberg, Lügde, Schieder-Schwalenberg und Schlangen |
| 2025–     | 135 Höxter – Gütersloh III – Lippe II | Kreis Höxter, vom Kreis Gütersloh die Gemeinde Schloß Holte-Stukenbrock, vom Kreis Lippe die Gemeinden Augustdorf, Horn-Bad Meinberg, Lügde, Schieder-Schwalenberg und Schlangen |

## Wahlkreisabgeordnete
| Wahl | Abgeordneter | Abgeordneter        | Partei | Stimmen in % |
| ---- | ------------ | ------------------- | ------ | ------------ |
| 1949 |              | Friedrich Holzapfel | CDU    | 40,3         |
| 1953 |              | Josef Menke         | CDU    | 71,7         |
| 1957 | 70,5         | Josef Menke         | CDU    |              |
| 1961 | 71,8         | Josef Menke         | CDU    |              |
| 1965 |              | Heinrich Wilper     | CDU    | 69,8         |
| 1969 |              | Gerd Ritgen         | CDU    | 67,5         |
| 1972 |              | Leo Ernesti         | CDU    | 67,0         |
| 1976 | 68,2         | Leo Ernesti         | CDU    |              |
| 1980 |              | Meinolf Michels     | CDU    | 52,6         |
| 1983 | 58,7         | Meinolf Michels     | CDU    |              |
| 1987 | 52,6         | Meinolf Michels     | CDU    |              |
| 1990 | 51,7         | Meinolf Michels     | CDU    |              |
| 1994 | 50,3         | Meinolf Michels     | CDU    |              |
| 1998 | 47,2         | Meinolf Michels     | CDU    |              |
| 2002 |              | Jürgen Herrmann     | CDU    | 47,2         |
| 2005 | 49,2         | Jürgen Herrmann     | CDU    |              |
| 2009 | 46,1         | Jürgen Herrmann     | CDU    |              |
| 2013 |              | Christian Haase     | CDU    | 50,0         |
| 2017 | 44,3         | Christian Haase     | CDU    |              |
| 2021 | 40,1         | Christian Haase     | CDU    |              |
| 2025 | 43,2         | Christian Haase     | CDU    |              |

## Wahlergebnisse

### Bundestagswahl 2025
| Kandidaten                                             | Kandidaten                   | Parteien/Listen       | Erststimmen | Erststimmen | Zweitstimmen | Zweitstimmen |
| Kandidaten                                             | Kandidaten                   | Parteien/Listen       | Stimmen     | %           | Stimmen      | %            |
| ------------------------------------------------------ | ---------------------------- | --------------------- | ----------- | ----------- | ------------ | ------------ |
|                                                        | Katrin Freiberger            | SPD                   | 26.226      | 18,7        | 23.881       | 17,0         |
|                                                        | Christian Haasegewählt im WK | CDU                   | 60.581      | 43,1        | 51.320       | 36,5         |
|                                                        | Annegret Rehrmann            | Bündnis 90/Die Grünen | 10.482      | 7,5         | 11.757       | 8,4          |
|                                                        | Dennis Niedermark            | FDP                   | 4.391       | 3,1         | 6.076        | 4,3          |
|                                                        | Klaus Lange                  | AfD                   | 28.854      | 20,5        | 29.045       | 20,6         |
|                                                        | Petra Riedel                 | Die Linke             | 7.421       | 5,3         | 7.905        | 5,6          |
|                                                        | Michael Schröder             | Freie Wähler          | 2.482       | 1,8         | 1.067        | 0,8          |
|                                                        | –                            | Tierschutzpartei      | –           | –           | 1.669        | 1,2          |
|                                                        | –                            | dieBasis              | –           | –           | 399          | 0,3          |
|                                                        | –                            | Die PARTEI            | –           | –           | 702          | 0,5          |
|                                                        | –                            | Todenhöfer            | –           | –           | 218          | 0,2          |
|                                                        | –                            | Volt                  | –           | –           | 520          | 0,4          |
|                                                        | –                            | MLPD                  | –           | –           | 17           | 0,0          |
|                                                        | –                            | PdF                   | –           | –           | 242          | 0,2          |
|                                                        | –                            | Bündnis Deutschland   | –           | –           | 209          | 0,1          |
|                                                        | –                            | BSW                   | –           | –           | 5.563        | 4,0          |
|                                                        | –                            | MERA25                | –           | –           | 29           | 0,0          |
|                                                        | –                            | WerteUnion            | –           | –           | 160          | 0,1          |
| Gesamt                                                 | Gesamt                       | Gesamt                | 140.437     | 100         | 140.779      | 100          |
|                                                        |                              |                       |             |             |              |              |
| Ungültige Stimmen                                      | Ungültige Stimmen            | Ungültige Stimmen     | 1.448       | 1,0         | 1.106        | 0,8          |
| Wähler                                                 | Wähler                       | Wähler                | 141.885     | 83,7        | 141.885      | 83,7         |
| Wahlberechtigte                                        | Wahlberechtigte              | Wahlberechtigte       | 169.491     |             | 169.491      |              |
|                                                        |                              |                       |             |             |              |              |
| Quellen: Die Bundeswahlleiterin, Kandidaten – Ergebnis |                              |                       |             |             |              |              |

### Bundestagswahl 2021
| Kandidaten                                            | Kandidaten                   | Parteien/Listen      | Erststimmen | Erststimmen | Zweitstimmen | Zweitstimmen |
| Kandidaten                                            | Kandidaten                   | Parteien/Listen      | Stimmen     | %           | Stimmen      | %            |
| ----------------------------------------------------- | ---------------------------- | -------------------- | ----------- | ----------- | ------------ | ------------ |
|                                                       | Christian Haasegewählt im WK | CDU                  | 53.294      | 40,1        | 43.265       | 32,5         |
|                                                       | Ulrich Kros                  | SPD                  | 37.210      | 28,0        | 36.253       | 27,2         |
|                                                       | Tanja Kuffner                | FDP                  | 9.462       | 7,1         | 15.488       | 11,6         |
|                                                       | Klaus Lange                  | AfD                  | 11.244      | 8,5         | 11.533       | 8,7          |
|                                                       | Niklas Riesmeier             | GRÜNE                | 12.685      | 9,5         | 14.717       | 11,1         |
|                                                       | Alina Wolf                   | DIE LINKE            | 3.345       | 2,5         | 3.762        | 2,8          |
|                                                       | Annalena Thiel               | Die PARTEI           | 2.429       | 1,8         | 1.367        | 1,0          |
|                                                       | –                            | Tierschutzpartei     | –           | –           | 1.553        | 1,2          |
|                                                       | –                            | PIRATEN              | –           | –           | 566          | 0,4          |
|                                                       | Michael Schröder             | FREIE WÄHLER         | 1.529       | 1,2         | 1.024        | 0,8          |
|                                                       | –                            | NPD                  | –           | –           | 121          | 0,1          |
|                                                       | –                            | ÖDP                  | –           | –           | 186          | 0,1          |
|                                                       | –                            | V-Partei³            | –           | –           | 74           | 0,1          |
|                                                       | –                            | Gesundheitsforschung | –           | –           | 172          | 0,1          |
|                                                       | –                            | MLPD                 | –           | –           | 10           | 0,0          |
|                                                       | –                            | Die Humanisten       | –           | –           | 91           | 0,1          |
|                                                       | –                            | DKP                  | –           | –           | 8            | 0,0          |
|                                                       | –                            | SGP                  | –           | –           | 6            | 0,0          |
|                                                       | Sandra Fröhlingsdorf         | dieBasis             | 1.732       | 1,3         | 1.636        | 1,2          |
|                                                       | –                            | Bündnis C            | –           | –           | 300          | 0,2          |
|                                                       | –                            | du.                  | –           | –           | 48           | 0,0          |
|                                                       | –                            | LIEBE                | –           | –           | 190          | 0,1          |
|                                                       | –                            | LKR                  | –           | –           | 34           | 0,0          |
|                                                       | –                            | PdF                  | –           | –           | 40           | 0,0          |
|                                                       | –                            | LfK                  | –           | –           | 126          | 0,1          |
|                                                       | –                            | Team Todenhöfer      | –           | –           | 335          | 0,3          |
|                                                       | –                            | Volt                 | –           | –           | 183          | 0,1          |
| Gesamt                                                | Gesamt                       | Gesamt               | 132.930     | 100         | 133.088      | 100          |
|                                                       |                              |                      |             |             |              |              |
| Ungültige Stimmen                                     | Ungültige Stimmen            | Ungültige Stimmen    | 1.416       | 1,1         | 1.258        | 0,9          |
| Wähler                                                | Wähler                       | Wähler               | 134.346     | 77,9        | 134.346      | 77,9         |
| Wahlberechtigte                                       | Wahlberechtigte              | Wahlberechtigte      | 172.435     |             | 172.435      |              |
|                                                       |                              |                      |             |             |              |              |
| Quellen: Die Bundeswahlleiterin, Kandidaten – Stimmen |                              |                      |             |             |              |              |

### Bundestagswahl 2017
Zur Wahl am 24. September 2017 wurden 23 Landeslisten zugelassen. Zwölf Landeslisten und alle acht Direktkandidaten im Wahlkreis erreichten Stimmenanteile von mehr als 0,1 %:
| Direktkandidat                   | Partei           | Erststimmen in % | Zweitstimmen in % | Bundestags- mandat |
| -------------------------------- | ---------------- | ---------------- | ----------------- | ------------------ |
| Christian Haase                  | CDU              | 44,3             | 37,3              | Direktmandat       |
| Petra Rode-Bosse                 | SPD              | 26,7             | 24,7              | –                  |
| Hermann Graf von der Schulenburg | FDP              | 6,8              | 12,4              | –                  |
| Norbert Senges                   | AfD              | 9,2              | 9,6               | –                  |
| Robin Wagener                    | GRÜNE            | 5,9              | 6,4               | –                  |
| Lothar Kowalek                   | DIE LINKE        | 5,5              | 6,4               | –                  |
| –                                | Die PARTEI       | –                | 0,6               | –                  |
| –                                | Tierschutzpartei | –                | 0,6               | –                  |
| Ralf Ochsenfahrt                 | FREIE WÄHLER     | 0,9              | 0,5               | –                  |
| –                                | PIRATEN          | –                | 0,4               | –                  |
| Wolfgang Seemann                 | ödp              | 0,6              | 0,2               | –                  |
| –                                | NPD              | –                | 0,2               | –                  |

Der Wahlkreis ist im 19. Deutschen Bundestag ausschließlich durch den mit einem Direktmandat versehenen Christian Haase von der CDU vertreten.

### Bundestagswahl 2013
Die Bundestagswahl 2013 wurde am Sonntag, 22. September abgehalten. Sonstige Parteien und Direktkandidaten, die nicht in der Tabelle aufgeführt sind, holten in der Summe ca. 2,5 % der Erst- und Zweitstimmen.
| Kandidat               | Partei                | Erststimmen in % | Zweitstimmen in % | Bundestags- mandat                |
| ---------------------- | --------------------- | ---------------- | ----------------- | --------------------------------- |
| Christian Haase        | CDU                   | 50,0             | 45,8              | Direktmandat                      |
| Petra Rode-Bosse       | SPD                   | 31,3             | 29,7              | Landesliste (ab 21. Oktober 2015) |
| Horst Grumich          | FDP                   | 1,9              | 4,8               | –                                 |
| Dirk Brinkschmidt      | Bündnis 90/Die Grünen | 5,7              | 6,7               | –                                 |
| Ursula Jacob-Reisinger | Die Linke             | 4,1              | 5,1               | –                                 |
| Wilk Spieker           | PIRATEN               | 1,9              | 1,9               | –                                 |
| Markus Jäckel          | AfD                   | 2,6              | 3,6               | –                                 |

Als Kandidat ohne eigenen Wahlkreis konnte der Schieder-Schwalenberger Heinrich Zertik (CDU) über die Landesliste seiner Partei in den 18. Bundestag einziehen. Am 21. Oktober 2015 zog Petra Rode-Bosse (SPD) als Nachrückerin ebenfalls in den Bundestag ein.

### Bundestagswahl 2009
Aufgeführt sind nur die Kandidaten im Wahlkreis mit ihren Parteilisten. Nicht aufgeführte Parteien und Direktkandidaten kamen auf in der Summe 2–2,5 % der Stimmen.
| Direktkandidat    | Partei    | Erststimmen in % | Zweitstimmen in % | Bundestags- mandat                 |
| ----------------- | --------- | ---------------- | ----------------- | ---------------------------------- |
| Jürgen Herrmann   | CDU       | 46,1             | 37,7              | Direktmandat (bis 11. August 2012) |
| Werner Böhler     | SPD       | 31,6             | 29,0              | –                                  |
| Christoph Wiemers | FDP       | 7,8              | 14,8              | –                                  |
| Herbert Falke     | GRÜNE     | 6,4              | 7,5               | –                                  |
| Wolfgang McGregor | Die Linke | 5,8              | 6,6               | –                                  |
| –                 | PIRATEN   | –                | 1,6               | –                                  |

Bei der Bundestagswahl 2009 verteidigte Jürgen Herrmann das Direktmandat für die CDU im Wahlkreis Höxter – Lippe II. Jürgen Herrmann verstarb am 11. August 2012. Nachrücker war Hubert Hüppe aus dem Kreis Unna. Der im Kreis Lippe lebende CDU-Abgeordnete Cajus Julius Caesar, der seit dem 1. Februar 2011 als Nachrücker über die CDU-Landesliste im Bundestag saß, erklärte sich auf Wunsch des CDU-Kreisvorstands in Höxter bereit, bis zur nächsten Bundestagswahl die Belange des Wahlkreises Höxter – Lippe II in Berlin zu vertreten.

### Bundestagswahl 2005
| Direktkandidat   | Partei     | Erststimmen in % | Zweitstimmen in % | Bundestagswahl 2002 Zweitstimmen in % |
| ---------------- | ---------- | ---------------- | ----------------- | ------------------------------------- |
| Johannes Reineke | SPD        | 37,5             | 33,9              | 36,9                                  |
| Jürgen Herrmann  | CDU        | 49,2             | 42,0              | 44,2                                  |
| Thomas Trappmann | FDP        | 3,9              | 10,8              | 8,6                                   |
| Herbert Falke    | GRÜNE      | 3,6              | 6,0               | 6,8                                   |
| Reinhard Otte    | Die Linke. | 3,2              | 4,1               | 0,8                                   |
| Sonstige         | Sonstige   | 2,6              | 3,2               | 2,7                                   |